# Бартон (тренер)
Бартон (англ. Mr. Burton) — англійський футболіст, по завершенні ігрової кар'єри — футбольний тренер. Третій за ліком професійний тренер-легіонер баскської команди  «Атлетик».

## Біографія
Детальної біографії третього професійного тренера басків так і не вдалося розшукати футбольним дослідникам. Ймовірно, що Бартон також був футболістом, оскільки клуби Європи, беручи собі в тренери англійця, намагалися розізнати більше про футбол і навчитися цієї гри. Тож по всій Європі поширилася плеяда колишніх англійських футболістів, які навчаючи місцеві колективи — продовжували себе в футболі. Очевидно, що таким же й був містер Бартон: колишній футболіст, що вирішив спробувати себе в наставництві.
Зі споминів футболістів видається, що він очолював баскських футболістів одразу ж після успішного фіналу 1921 року , наприкінці травня. Бартон провів з командою лише півроку, чогось нового йому не вдалося привнести до тактичного малюнку гри. Він продовжив заведену його попередниками агресивну й швидку гру з елементами жорстких єдиноборств. 
На час свого управління Бартону випало почати зміну поколінь та чималу кількість товарисько-виставкових ігор лідера іспанського футболу та турне іншими країнами. Такий насичений графік призвів до дисциплінарного дисбалансу в колективі. Опинившись під такими тисками та завищеними очікуваннями від самих басків, Бартон не втримав важелі впливу на колектив і припустився помилок, які призвели до втрати чемпіонського титулу в рідній Басконії. Така невдача розчарувала сосіос клубу, які вирішили не чекати до початку нового сезону й наприкінці 1921 року, 1 грудня, розірвали контракт з англійцем.